# 卡斯蒂略-阿尔瓦拉涅斯
卡斯蒂略-阿尔瓦拉涅斯，是西班牙卡斯蒂利亚-拉曼恰昆卡省的一个市镇。总面积12平方公里，总人口29人（2001年），人口密度2人/平方公里。